# Regen (település)
Regen település Németországban, azon belül Bajorországban. Lakosainak száma 11 009 fő (2023. december 31.). Regen Teisnach, Zachenberg, Bischofsmais, Kirchberg im Wald, Rinchnach, Zwiesel, Langdorf és Böbrach községekkel határos.

## Fekvése
Viechtachtól délkeletre fekvő település.

## Népesség
| Lakosok száma | 1635 | 5122 | 9146 | 11 001 | 10 684 | 10 717 | 10 884 | 10 967 | 10 868 | 11 009 |
|               | 1875 | 1950 | 1975 | 1987   | 2012   | 2014   | 2016   | 2017   | 2021   | 2023   |

## Története
Regen a 11.-12. század körül keletkezett, amikor helyén a szerzetesek végeztek erdőirtást. A középkor emlékét mára már csak a plébániatemplom (Klosterkirche St. Michael) román tornya őrzi.

## Galéria

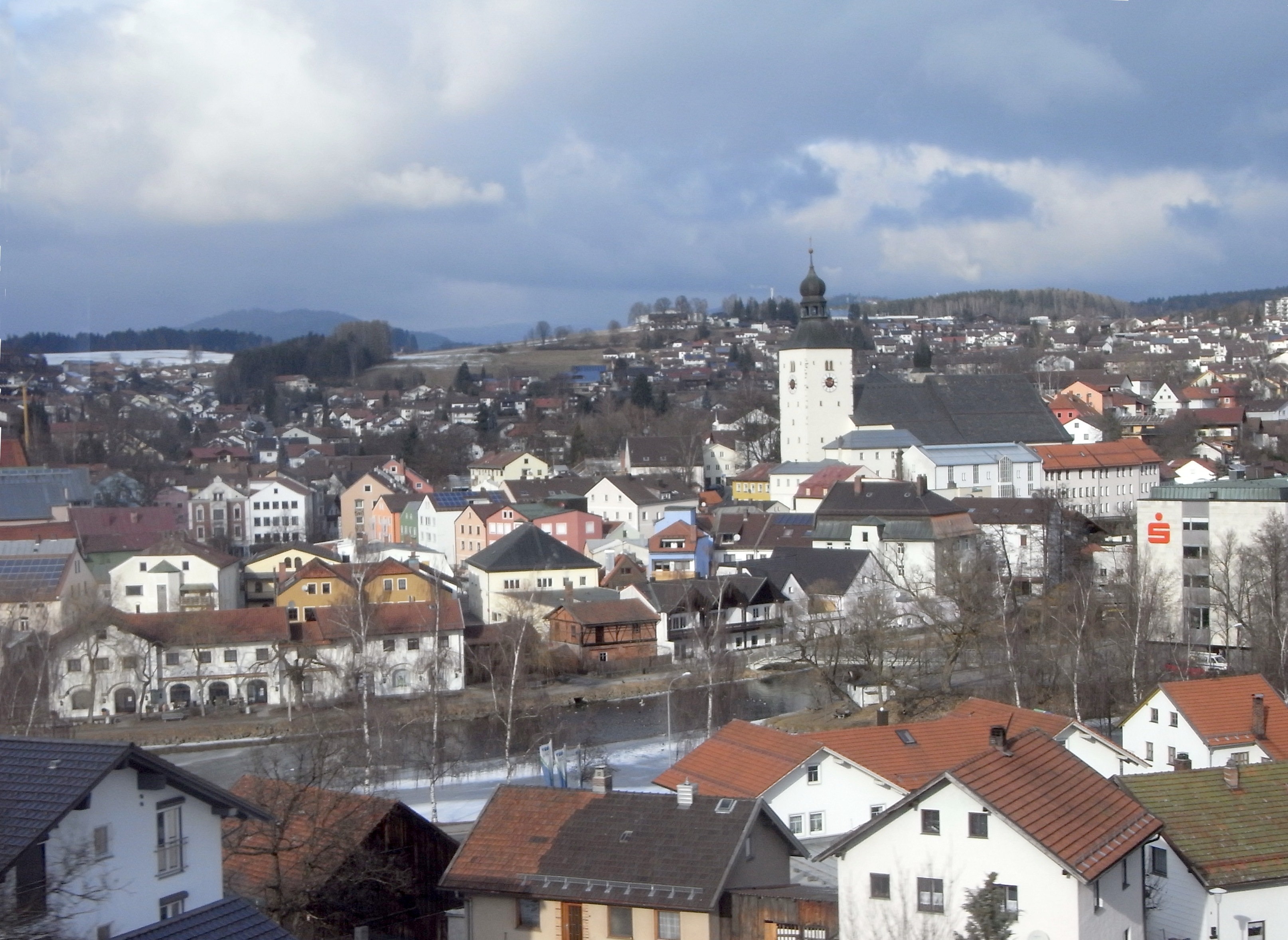
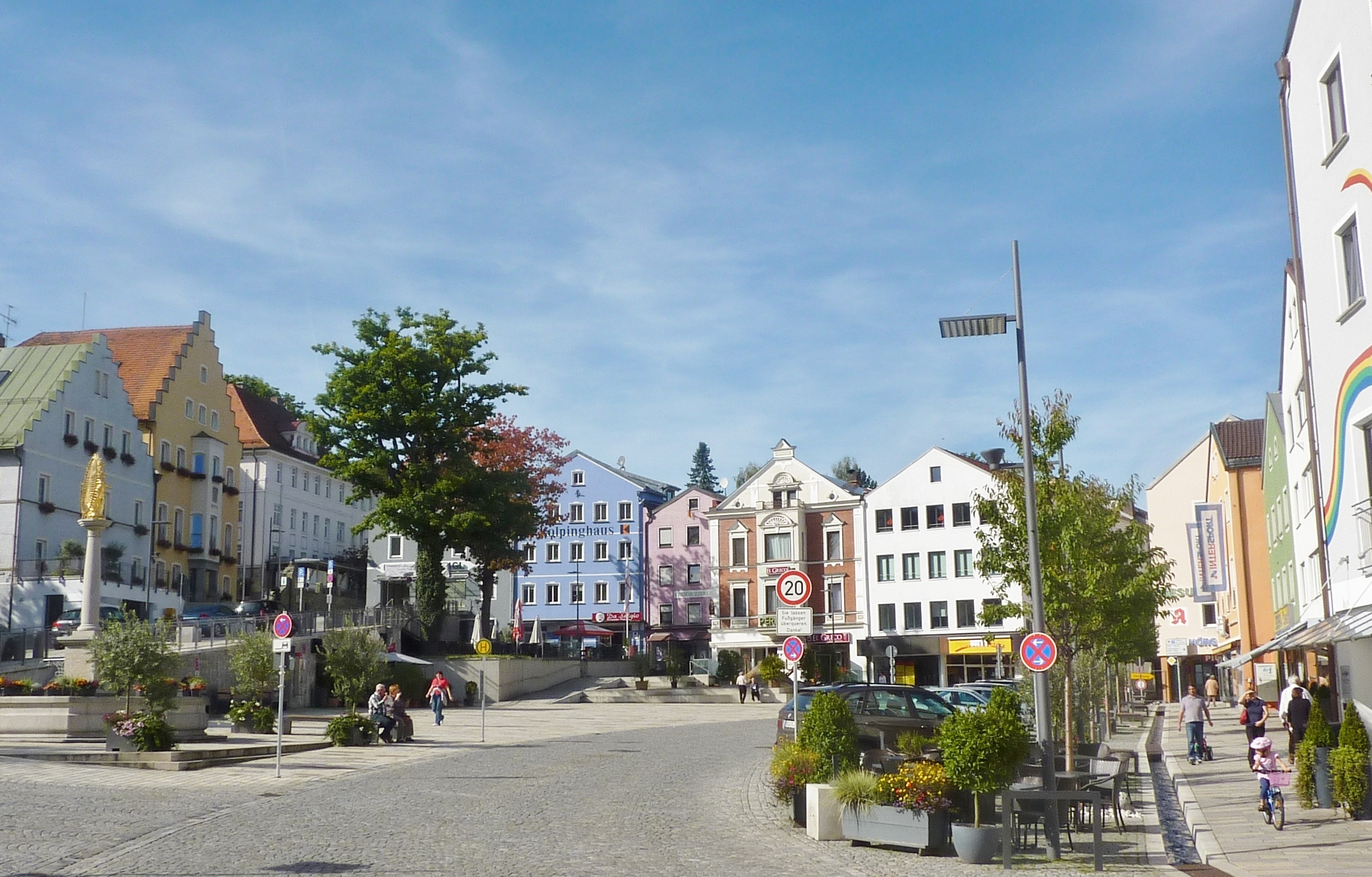
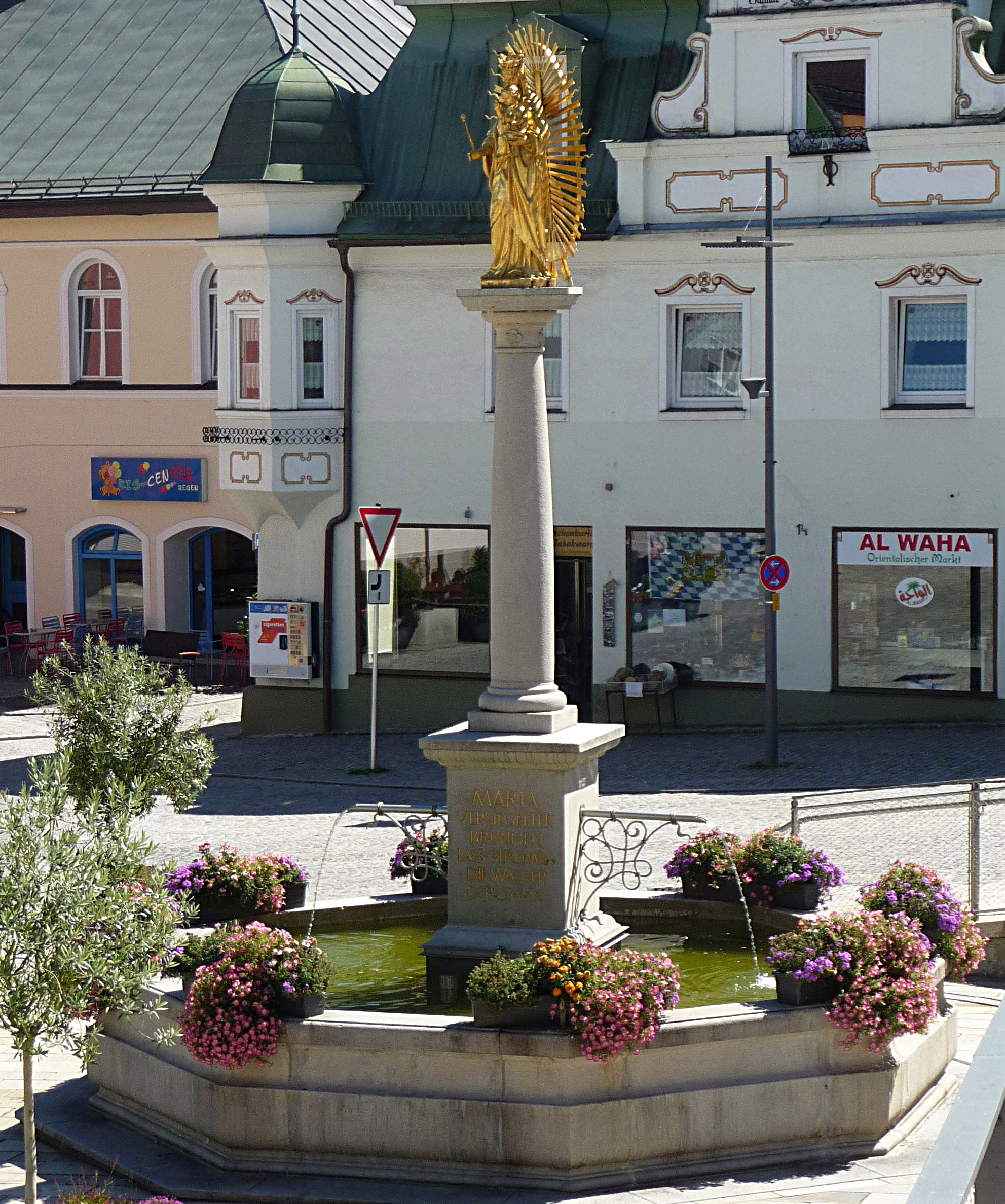
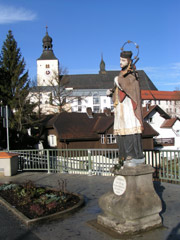
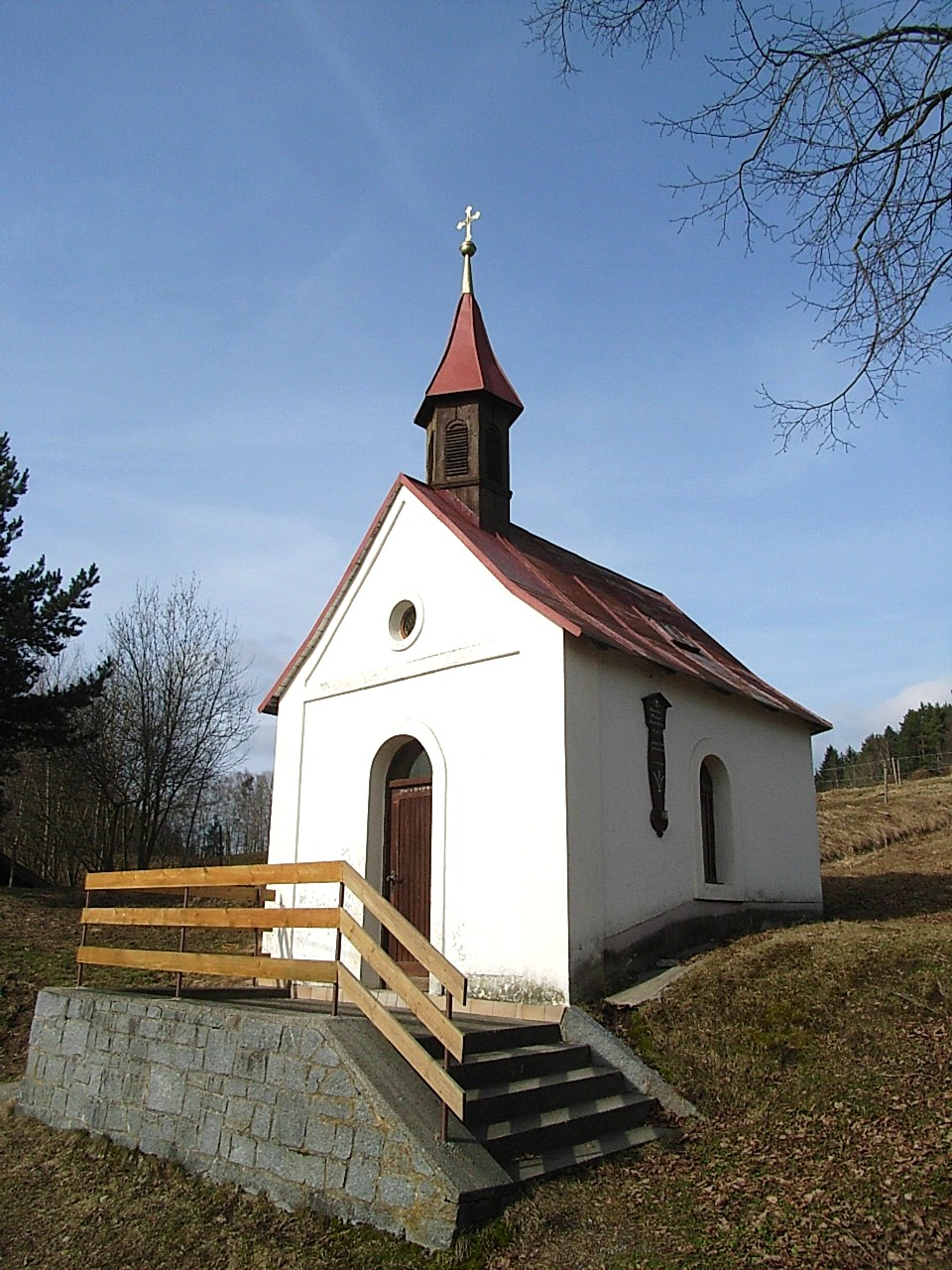
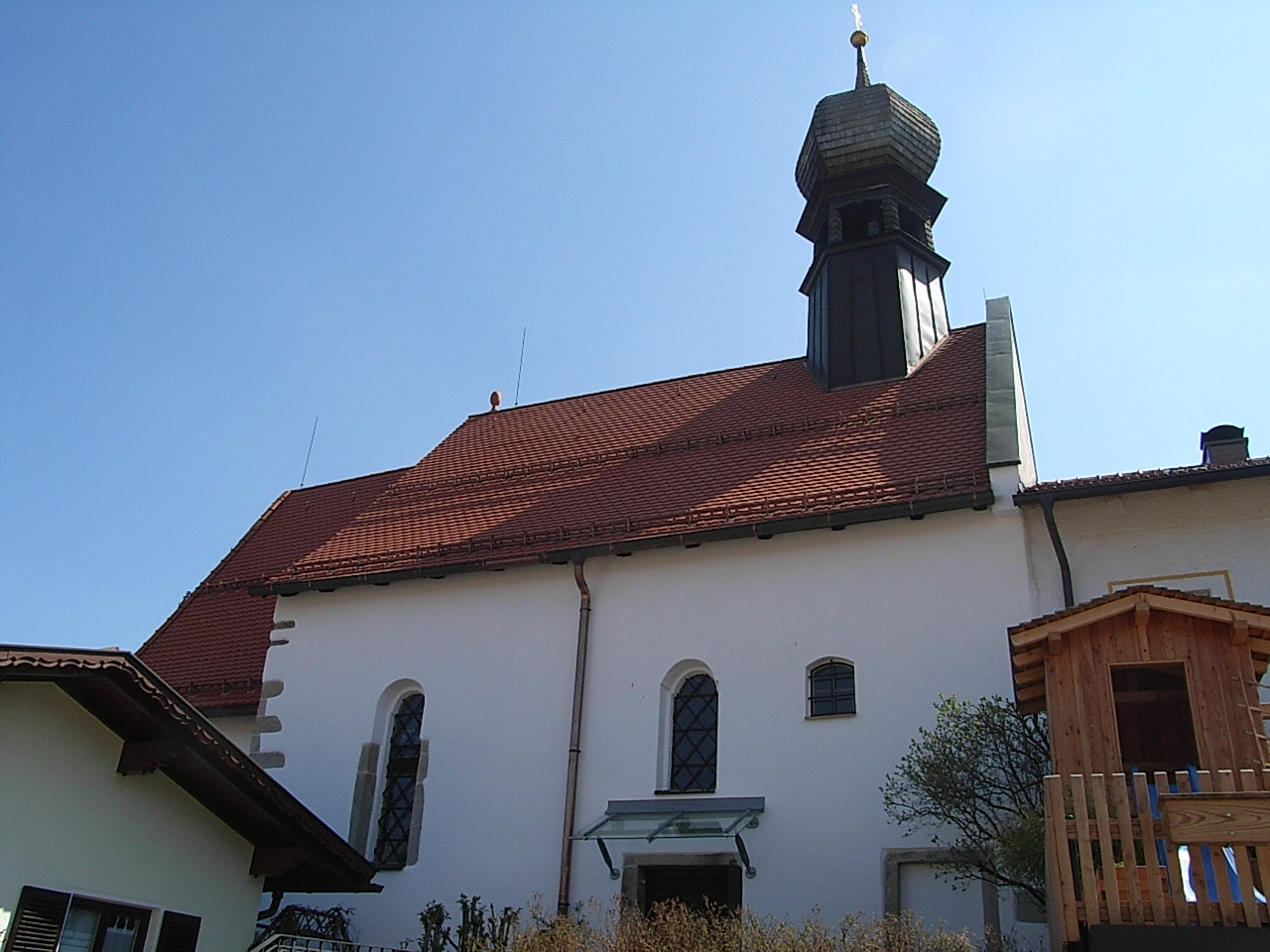
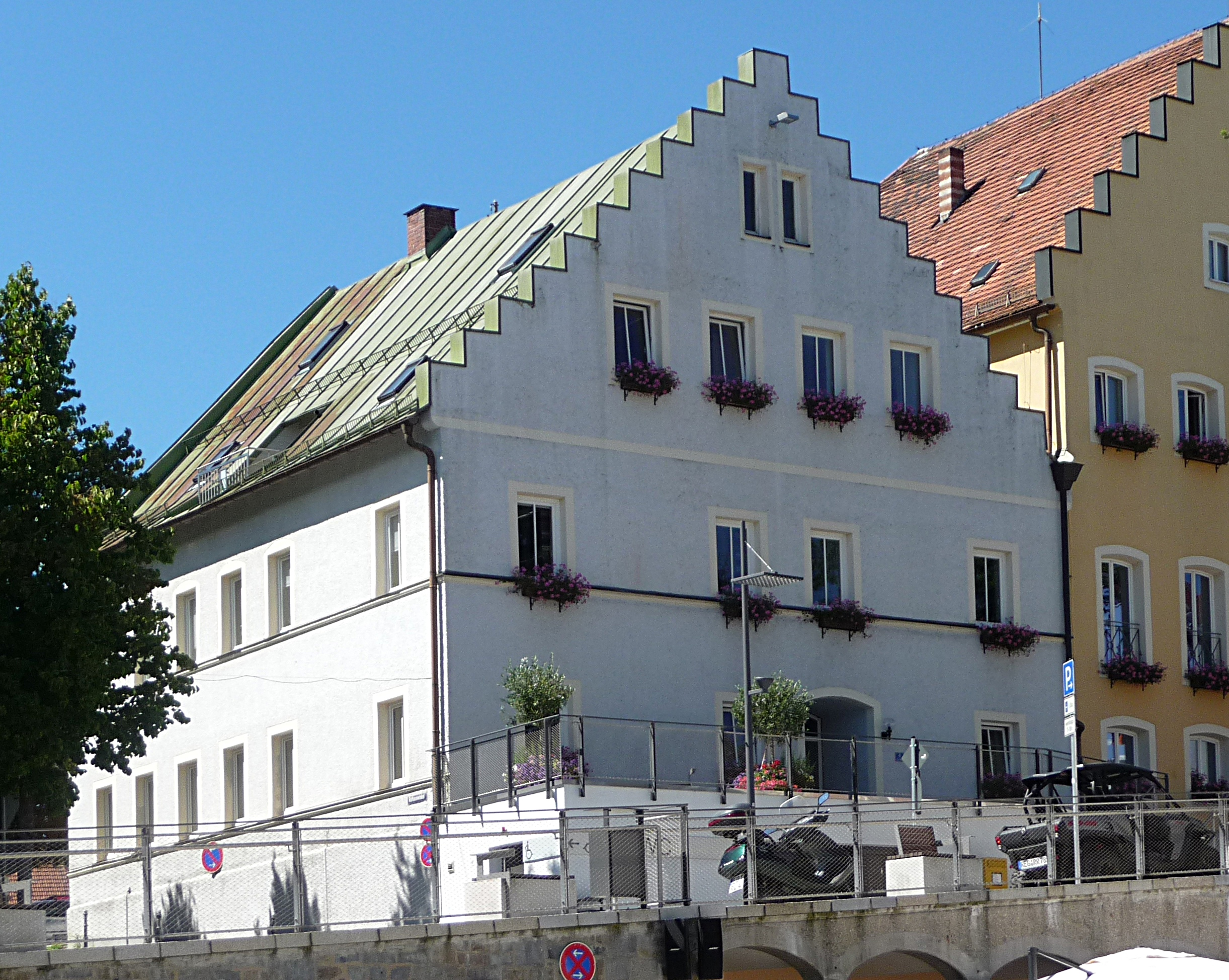
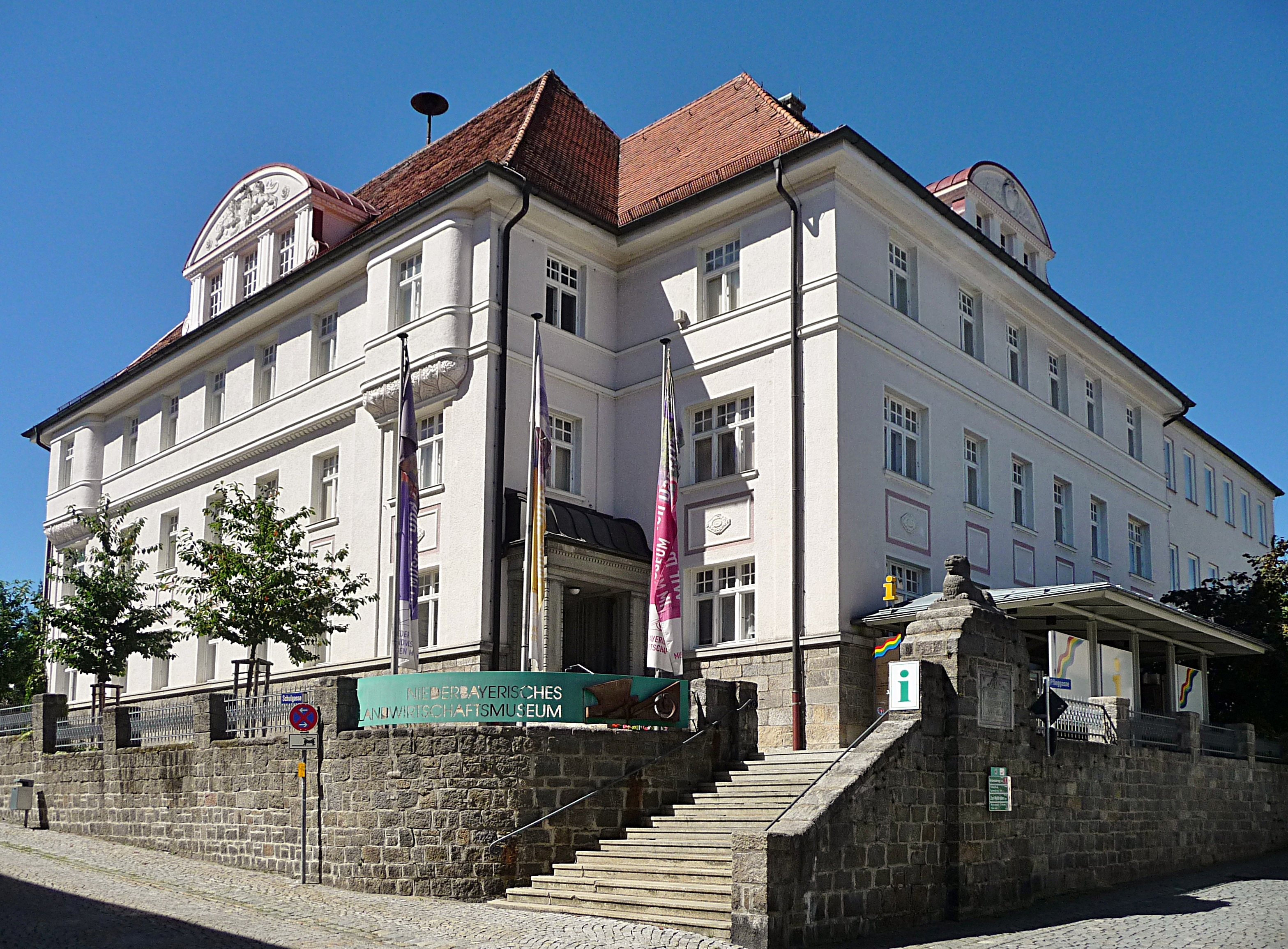
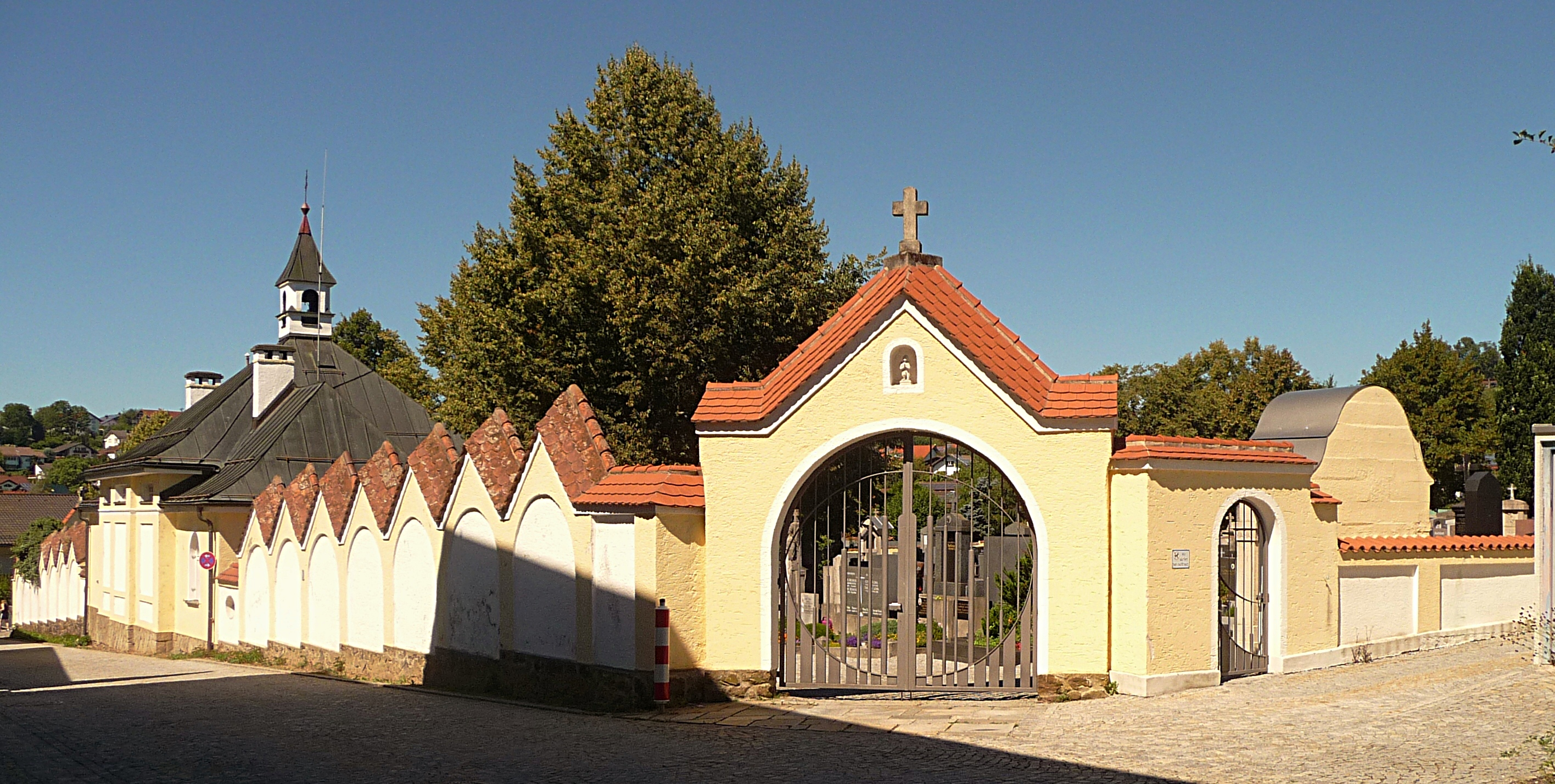
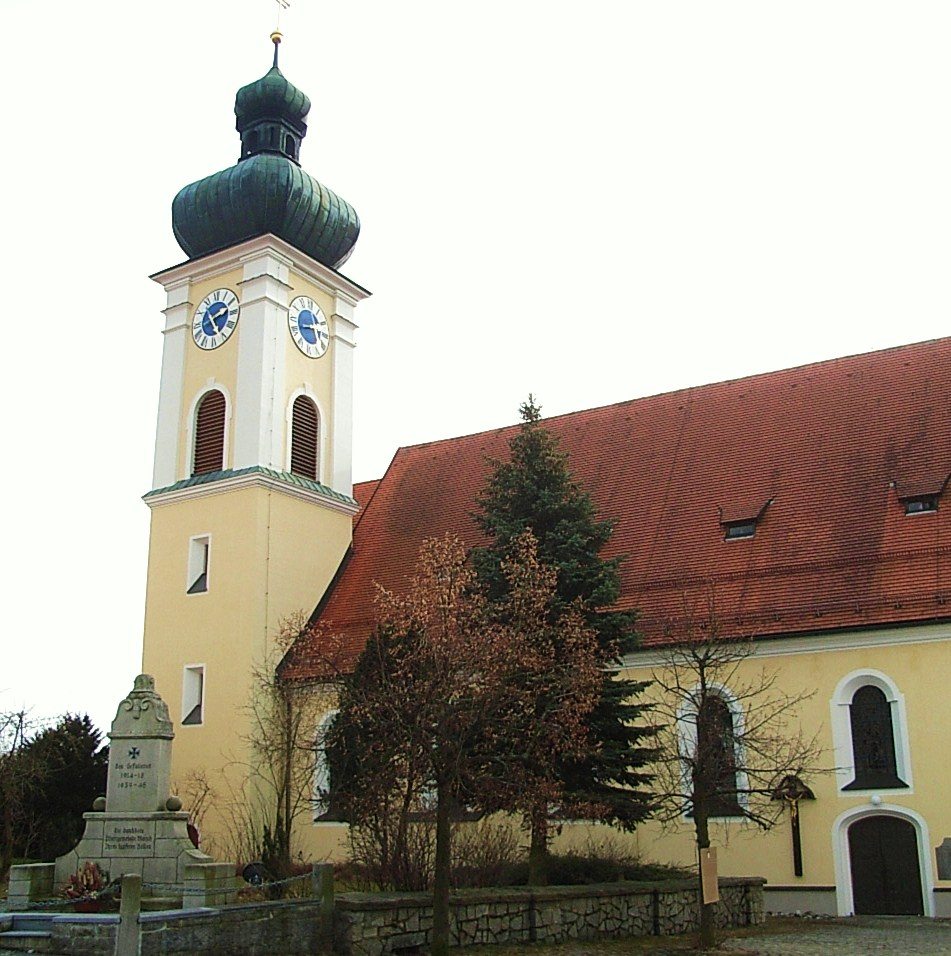
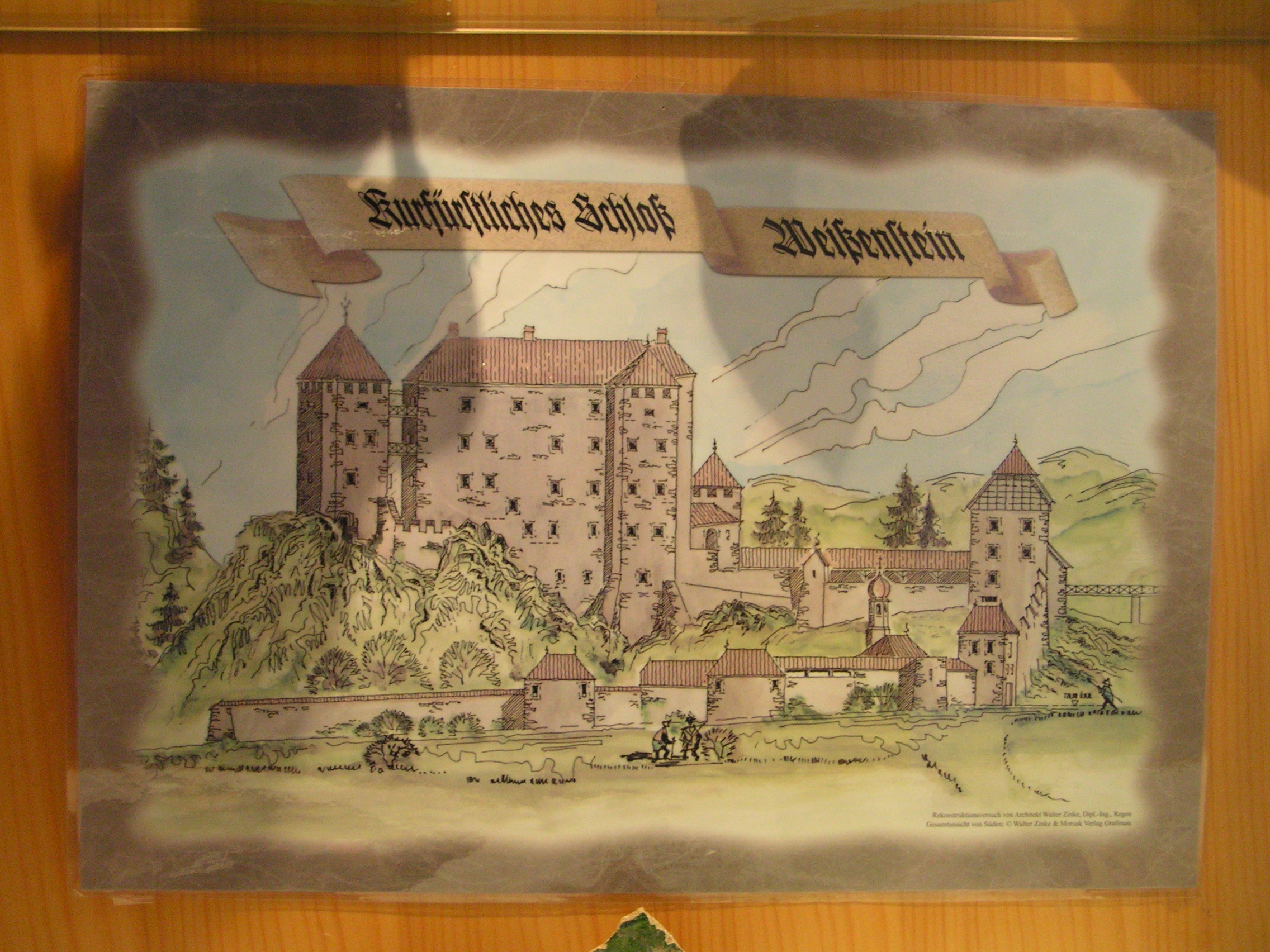
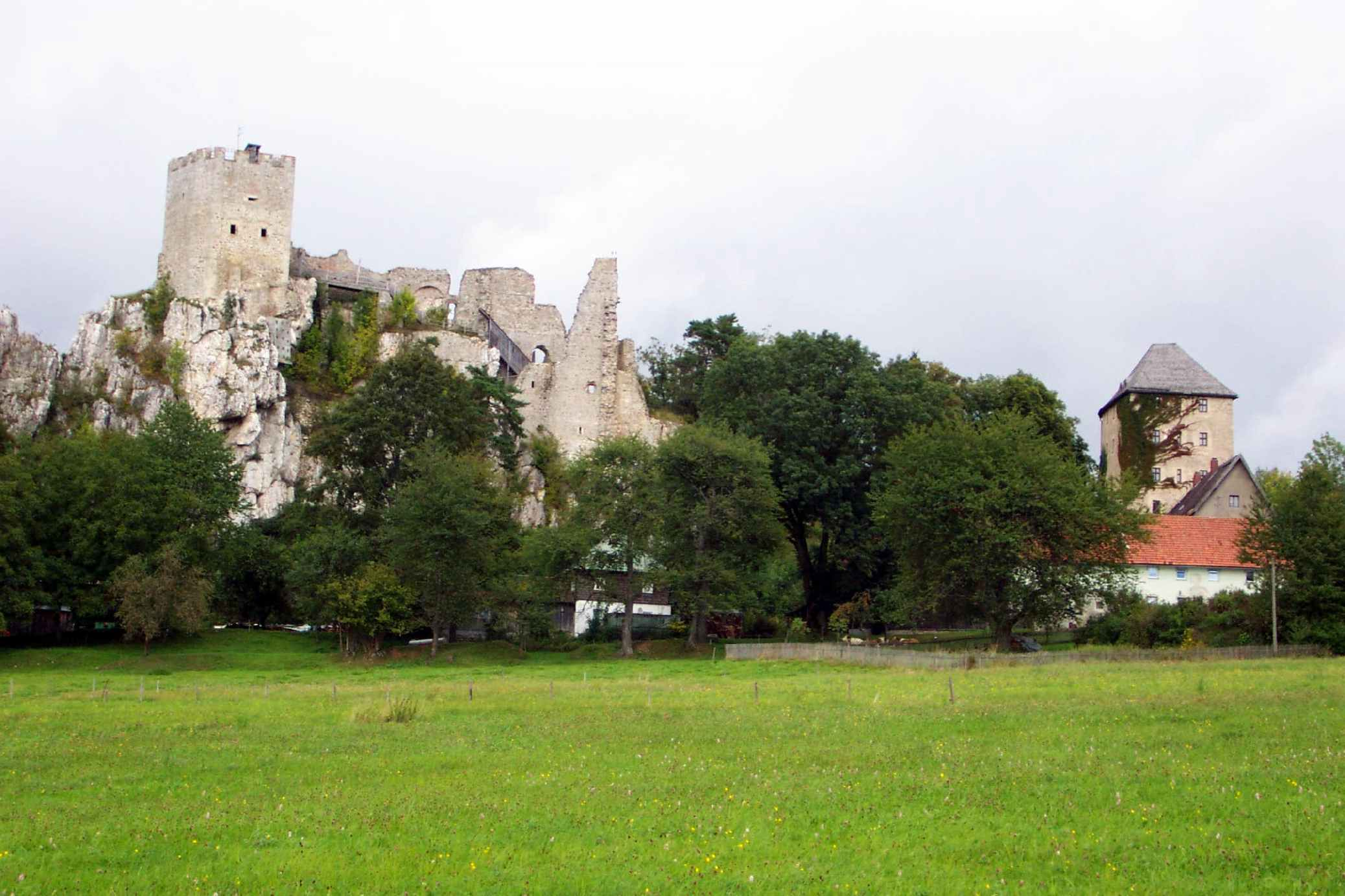
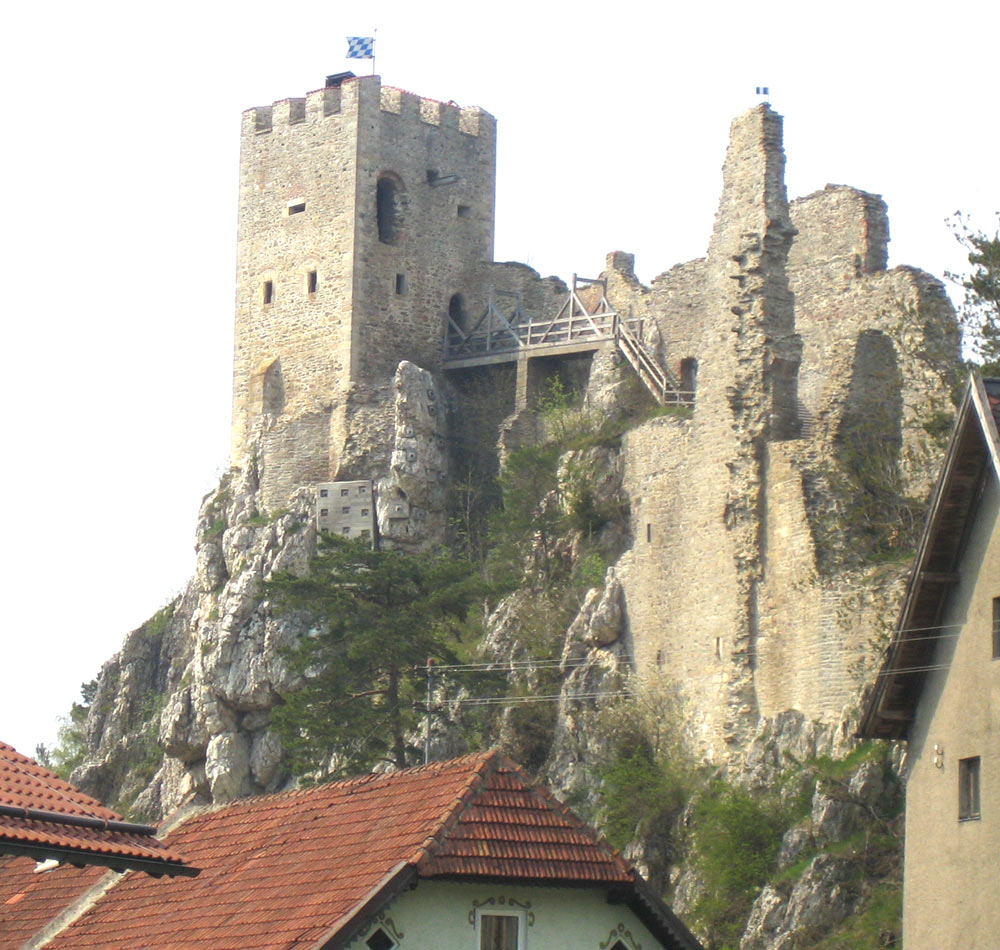
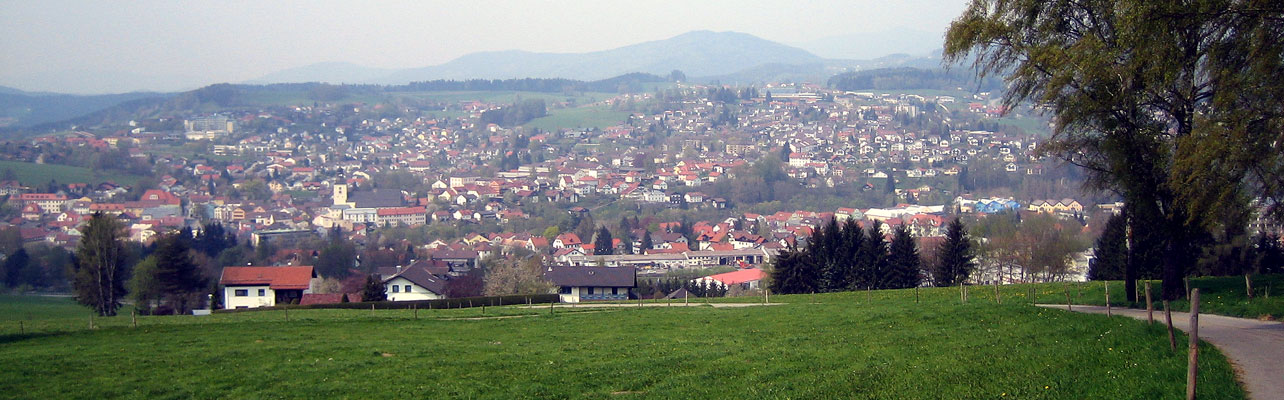

## Nevezetességek
- Szent Mihály templom